# Cussac (Aveyron)
Pour les articles homonymes, voir Cussac.
Ancienne commune de l'Aveyron, la commune de Cussac a été supprimée en 1829. Son territoire appartient désormais à la commune de Brommat. 